# Dąbrowica (gromada w powiecie dąbrowskim)
Dąbrowica – dawna gromada, czyli najmniejsza jednostka podziału terytorialnego Polskiej Rzeczypospolitej Ludowej w latach 1954–1972.
Gromady, z gromadzkimi radami narodowymi (GRN) jako organami władzy najniższego stopnia na wsi, funkcjonowały od reformy reorganizującej administrację wiejską przeprowadzonej jesienią 1954 do momentu ich zniesienia z dniem 1 stycznia 1973, tym samym wypierając organizację gminną w latach 1954–1972.
Gromadę Dąbrowica z siedzibą GRN w Dąbrowicy utworzono – jako jedną z 8759 gromad na obszarze Polski – w powiecie dąbrowskim w woj. krakowskim, na mocy uchwały nr 21/IV/54 WRN w Krakowie z dnia 6 października 1954. W skład jednostki weszły obszary dotychczasowych gromad Dąbrowica i Załuże ze zniesionej gminy Szczucin w tymże powiecie. Dla gromady ustalono 10 członków gromadzkiej rady narodowej.
Gromadę zniesiono 30 czerwca 1960, a jej obszar włączono do gromad Szczucin (wieś Dąbrowica) i Borki (wieś Załuże).